# Zamek w Szamotułach
Zamek w Szamotułach – znajduje się w Szamotułach (w części miasta Szamotuły-Zamek) w województwie wielkopolskim. Założenie obejmuje odbudowany zamek wraz z Basztą Halszki i budynkami pomocniczymi (oficyny i bażanciarnia), położonymi w zabytkowym parku. Zachowały się także fundamenty gotyckich baszt z pocz. XVI w. Na zamku od 1551 działała pierwsza w historii wielkopolska drukarnia, która wydawała książki w języku polskim i czeskim.

## Historia
Pierwszy zamek w Szamotułach został zbudowany w 2 połowie XIV wieku przypuszczalnie przez kasztelana nakielskiego Sędziwoja Świdwy i położony w południowej części miasta. Przypuszczalnie miał formę regularnego, czworobocznego założenia z domem zamkowym wzdłuż jednej z kurtyn, a jego relikty tkwią w murach kościoła pod wezwaniem Świętego Krzyża. Zamek ten został w 1675 rozebrany, a w tym miejscu wybudowano kościół i klasztor. Z zamku zachowały się fragmenty płyty kamiennej, wkomponowane w bramę przykościelną. 
Ród Szamotulskich, panujący w Szamotułach składał się z dwóch gałęzi. Przedstawiciel innej gałęzi, Dobrogost Świdwa-Szamotulski, zdecydował się wystawić swój zamek w północnej części miasta, w stylu gotyckim. Fosy i mur otaczały zespół składający się z budynku mieszkalnego, baszt oraz osobno położonej wieży. W 1511 właścicielem zamku po ślubie z Katarzyną Szamotulską stał się Łukasz II Górka. W 1518 przebudował zespół zamkowy w stylu renesansowym, a wieża zwana dziś Basztą Halszki została przebudowana na cele mieszkalne. Kolejna modernizacja miała miejsce w 1552, kiedy właścicielem zamku był późniejszy wojewoda, Łukasz III Górka. Po śmierci wojewody zamek przechodził w ręce rodzin szlacheckich i stopniowo podupadał. W 1720 część mieszkalną wyremontowano. 
W XIX wieku zamek był m.in. własnością Fryderyka Wilhelma IV Pruskiego, przyszłego króla i książąt Sachsen-Coburg-Gotha. W 1869 zrealizowano kapitalny remont, podczas którego usunięto część oryginalnych elementów. Rekonstrukcję w historycznym kształcie i z wykorzystaniem zachowanych gotyckich fragmentów przeprowadzono w latach 1976-1990 na podstawie szczegółowych badań. Budynek stał się siedzibą muzeum, w którym prezentuje się zabytkowe wnętrza, regionalne zbiory archeologiczne i etnograficzne oraz historię rodu Górków. Wcześniej rolę muzeum pełniła jedynie baszta.

## Zespół zamkowy
Centralną częścią założenia jest odbudowany zamek, na planie litery L. W otaczającym go zabytkowym parku zachowały się fragmenty fosy i wałów obronnych. Od zachodniej strony mieści się XVIII-wieczna oficyna i, w sąsiedztwie stawu, Baszta Halszki. Po przeciwnej stronie mieści się bażantarnia z XIX wieku, odtworzona w 1990 oficyna oraz fundamenty baszt z XVI w.

## Baszta Halszki
Jedyna z zachowanych baszt jest znana jako Baszta Halszki. Zdrobniale Halszką nazywano księżniczkę Elżbietę Ostrogską, znaną z urody i bogactwa wnuczkę Zygmunta Starego, uwiecznioną m.in. na obrazie Jana Matejki. Halszka nie chciała przystać na zaaranżowane małżeństwo z Łukaszem III Górką, ale została siłą sprowadzona do Szamotuł i tam więziona przez 14 lat w baszcie, połączonej podobno podziemnym przejściem z kościołem. Elżbieta Ostrogska popadła w szaleństwo i zmarła niedługo po śmierci męża. Według legend duch Halszki powraca na basztę.